# Åke Rehnberg
Åke Olof August Rehnberg, född 20 oktober 1909 i Stockholm, död 30 januari 1995 i Lund, var en svensk militär (överste). 

## Biografi
Rehnberg utnämndes till fänrik i flottan 1933, genomgick flygutbildning 1935–1936 och utnämndes till löjtnant i flygvapnet 1937. Han befordrades till kapten 1942, till major 1948 och till överstelöjtnant 1952. Rehnberg var överste och chef för Krigsflygskolan (F 5) åren 1957–1965 och kanslichef vid Kulturhistoriska föreningen i Lund 1965–1980. Han blev riddare av Svärdsorden 1949 och av Vasaorden 1951 samt kommendör av Svärdsorden 1961.